# مظاهر مصفا
مُظاهر مُصفّا (۱ شهریور ۱۳۱۱ – ۸ آبان ۱۳۹۸) استاد دانشگاه، مصحح متون، و شاعر معاصر ایران بود. او سالیان زیادی به‌عنوان استاد تمام رشتهٔ زبان و ادبیات فارسی در دانشگاه تهران ‌خدمت کرد. وی در سال ۱۳۸۴ به دستور عمید زنجانی رئیس وقت دانشگاه تهران کنار گذاشته شد و پس از آن مدتی استاد تمام‌وقت دوره‌های دکترای دانشگاه آزاد اسلامی بود.

## زندگی‌نامه
مُظاهر مصفا، فرزند اسماعیل مصفا، در ۱ شهریور ۱۳۱۱ در اراک در خانواده‌ای بافرهنگ از اهالی تفرش چشم به جهان گشود. هنگامی‌که تنها ۴۰ روز از تولدش می‌گذشت خانواده‌اش به قم نقل‌مکان کردند. پدر وی در ادارهٔ «سجل-احوال» (سازمان ثبت احوال) کار می‌کرد.

### خانواده
وی فرزند اسماعیل مصفا و برادرزاده حسینعلی خان نکیسا (نکیسای تفرشی) خواننده سرشناس دوره قاجاریان و رضاشاه) و نوه حاج ملا رجبعلی تفرشی (تعزیه‌خوان پرآوازه در دربار ناصری و تکیه دولت و همچنین مؤذن ویژه محمدعلی‌شاه قاجار) است. برادر بزرگ‌تر وی ابوالفضل مصفا (مصفی) فرهنگی دارای مدرک (دکتری زبان و ادبیات فارسی) بودند، و خواهر او خانم مصفا (مادر فؤاد حجازی، آهنگ‌ساز) از استادان زبان و ادبیات فارسی هستند. او در جوانی با امیربانو کریمی (استاد زبان و ادبیات فارسی دانشگاه تهران)، دختر امیری فیروزکوهی (شاعر سرشناس معاصر)، ازدواج کرد. این زوج، صاحب فرزندانی شدند: علی مصفا (بازیگر سینما و تلویزیون و همسر لیلا حاتمی)، کیمیا مصفا، گلزار مصفا دارای مدرک دکتری زبان و ادبیات فارسی، امیراسماعیل مصفا دارای مدرک دکتری فیزیک و استادیار فیزیک دانشگاه صنعتی شریف (متخصص در زمینهٔ نظریه ریسمان).
از دیگر سوابق علمی و اجرایی او می‌توان به ریاست فرهنگ قم، قبل از انقلاب، ریاست پردیس فارابی دانشگاه تهران (پردیس قم) و تدریس در دبیرستان‌های تهران، ریاست انتشارات و مدیریت مجلهٔ آموزش و پرورش، دانشیاری دانشگاه شیراز و ریاست دبیرخانهٔ مرکزی دانشگاه شیراز اشاره کرد.

## تحصیل
مصفا دوران تحصیلات ابتدایی خود را در مدرسهٔ حکیم نظامی قم سپری کرد و سپس دوران متوسطه را در دارالفنون گذراند و به دانشسرای عالی رفت و به تحصیل در رشتهٔ ادبیات مشغول شد. او تحصیلات خود را در رشتهٔ زبان و ادبیات فارسی تا درجهٔ دکتری از دانشگاه تهران ادامه داد و پایان‌نامهٔ خود با عنوان «تحول قصیده در ایران» را زیر نظر بدیع‌الزمان فروزانفر نوشت. هم‌زمان با ادامهٔ تحصیل، به استخدام وزارت آموزش و پرورش درآمد و مدتی هم رئیس ادارهٔ فرهنگ قم بود و چندی هم ریاست مدرسهٔ عالی قضایی قم را بر عهده داشت.
در هنگام پژوهش در جایگاه دانشجوی دکتری، مظاهر مصفا بر سر موضوع پایان‌نامه‌اش با استاد خود بدیع‌الزمان فروزانفر جدل لفظی پیدا کرد، زیرا شعر گفتن مصفا در ستایش محمد مصدق باعث شد بدیع‌الزمان فروزانفر با او قهر کند و دریافت مدرک دکتری مظاهر مصفا ۹ سال عقب بیفتد. 

## جایگاه شعری
مظاهر مصفا یکی از قصیده‌سرایان شاخص ایرانی بعد از ملک‌الشعرا بهار است. وی در کشورهای افغانستان و هند و دیگر کشورهای فارسی‌زبان نیز آوازه دارد. قصیدهٔ «هیچِ» او یکی از شعرهای اوست که غلامحسین یوسفی در کتاب چشمهٔ روشن به بررسی آن پرداخته و صلاح الصاوی (شاعر و سخن‌سنج مصری) در کتاب العدمیّة فی شعر آن را ترجمه، نقد و بررسی کرده‌است. تاکنون چند مجموعه شعر از او به‌چاپ رسیده که از آن جمله: ده فریاد، سی سخن، نسخه اقدم ، توفان خشم، سپیدنامه، مهر دلبند هستند. همچنین تصحیحات وی بر دیوان ابوتراب فرقتی کاشانی، مجمع‌الفصحاء رضاقلی‌خان هدایت، نزاری قُهستانی، سنایی، سعدی، نظیری نیشابوری و جوامع‌الحکایات محمد عوفی منتشر شده‌اند.

## انقلاب ۱۳۵۷
شعار «یا مرگ یا مصدق» که در انقلاب ۱۳۵۷ ایران سر داده می‌شد برگرفته از بیتی از یکی شعرهای مظاهر مصفا بود که در آن سروده بود: «آزادگان به راهت، از جان خود گذشتند/ با خون خود نوشتند، یا مرگ یا مصدق».

## نامگذاری خیابان
در ۲۷ آبان ۹۹ خیابان یاس در محدوده خیابان کلاهدوز (دولت) بنام مظاهر مصفا تغییر نام یافت.

## بازی در فیلم
مظاهر مصفا در بخشی از فیلم سیمای زنی در دوردست ساختۀ پسرش علی مصفا بازی کرده است.

## آثار (مجموعه شعر، تصحیح)
مجموعه آثار چاپ شده مظاهر مصفا
شعر:
1. توفان خشم ۱۳۳۶ چاپ کتاب‌خانه زوار
2. شب‌های شیراز ۱۳۳۷ چاپ خانه حکمت
3. ۱۳۴۰ سیپاره
4. سپید نامه ۱۳۴۰
5. جمعه سرخ ۱۳۵۷
6. گزینه اشعار مظاهر مصفا ۱۳۸۷ انتشارات مروارید
7. نسخه اقدم؛ منظومه‌های مظاهر مصفا ۱۳۹۶ نشرنو

نوشته‌ها:
1. پاسداران سخن ؛ چکامه سرایان ۱۳۳۵
2. دیوان حکیم سنایی ۱۳۳۶ انتشارات امیر کبیر
3. کلیات سعدی انتشارات زوار ۱۳۴۰
4. مجمع الفصحا (مجموعه شش جلدی) ۱۳۴۰ انتشارات امیرکبیر
5. دیوان نظیری نیشابوری ۱۳۴۰انتشارات امیرکبیر
6. برگی از اشعار صفای سپاهانی
7. با اوست حدیث من (متن ده گفتار در عرفان و تصوف اسلامی) ۱۳۴۷ چاپ میهن
8. قند پارسی (نمونه‌های شعر دری) ۱۳۴۸ بنگاه مطبوعاتی صفی علیشاه
9. دیوان لامع ۱۳۶۵
10. دیوان حکیم نزاری قهستانی ۱۳۷۱انتشارات علمی
11. متن کامل دیوان سعدی ۱۳۸۳ انتشارات روزنه
12. جوامع الحکایات ۱۳۸۶ پژوهشگاه مطالعات فرهنگی

## اشعار
شعر «هیچ» سروده مظاهر مصفا:
| مردی ز شهرِ هرگزم از روزگارِ هیچ        |  | جان از نتاجِ هرگز و تن از تبارِ هیچ   |
| از شهر بی کرانهٔ هرگز رسیده‌ام          |  | تا رخت خویش باز کنم در دیار هیچ     |
| از کوره راه هرگز و هیچم مسافری        |  | در دست خون هرگز و در پای خار هیچ    |
| در دل امید سرد و به سر آرزوی خام      |  | در دیده اشک شاید و بر دوش بار هیچ   |
| در کام حرف بوک و به لب قصّهٔ مگر        |  | بر جبهه نقش کاش و به چهره‌نگار هیچ   |
| دنبال آب زندگی از چشمه سار مرگ        |  | جویای نخل مردمی از جویبار هیچ       |
| دست از کنار شسته نشسته میان موج       |  | پا بر سر جهان زده سر در کنار هیچ    |
| اصلی گسسته مانده تهی از امید وصل      |  | فرعی شکسته گشته پر از برگ و بار هیچ |
| خون ریخته ز دیده شب و روز و ماه و سال |  | در پای شغل هرگز و در راه کار هیچ    |
| دیوانهٔ خردور و فرزانهٔ جهول            |  | عقل آفرین دشت جنون هوشیار هیچ       |
| با عزّ اقتدار و به پا بند ذلّ و ضعف     |  | با حکم اختیار و به دست اختیار هیچ   |
| هم خود کتاب عبرت و هم اعتبارجوی       |  | از دفتر زمانهٔ بی‌اعتبار هیچ          |
| چندی عبث نهاده قدم در ره خیال         |  | یکچند خیره کوفته سر بر جدار هیچ     |
| عمری فشانده اشک هنر زیر پای خلق       |  | یعنی که کرده گوهر خود را نثار هیچ   |
| قاف آرزوی باطلم از دشت پرغراب         |  | سیمرغ جوی غافلم از کوهسار هیچ       |
| ناآمده نتاجی ام از پشت هول و وهم      |  | نابافته نسیجی ام از پود و تار هیچ   |
| گم کرده راه پیکی ام از شهر بی نشان    |  | پیغام پر زپوچ رسانم به یار هیچ      |
| خاموش قصه گویم و گویای اخرسم          |  | بی پای بادپویم در رهگذار هیچ        |
| گویایی سکوتم و بیتابی درنگ            |  | تمکین بیقراری ام و بیقرار هیچ       |
| صرّاف سرنوشتم و سنجم بهای خاک          |  | نقّاد بادسنجم و گیرم عیار هیچ        |
| بیع و شرای خونم و بیّاع داغ و درد      |  | بازارگان مرگم و گوهرشمار هیچ        |
| جنس همه زیانم و سودای هیچ سود         |  | سوداگر خیالم و سرمایه‌دار هیچ        |
| سیم سپید سوخته‌ام در شرار پوچ          |  | زرّ امید باخته‌ام در قمار هیچ         |
| گنجینهٔ دریغم و ویرانهٔ فسوس            |  | اندوهگین بیهده افسوس خوار هیچ       |
| آیای بی جوابم امّای بی‌دلیل             |  | گفتار پوچ گونه و پنداروار هیچ       |
| ناپایدار کوهم و برجای مانده سیل       |  | گردون نورد گردم و گردون سپار هیچ    |
| گردنده روزگارم و چرخنده آسمان         |  | لیل و نهار سازم و لیل ونهار هیچ     |
| پرگار سرنگونم و عمری به پای سر        |  | بر گرد خویش دور زده در مدار هیچ     |
| عزلت نشین خانهٔ بی آسمانه ام           |  | محنت گزین بی در و پیکر حصار هیچ     |
| سرمست هوشیاری و هشیار مستی ام         |  | بر لب شراب هرگز و در سر خمار هیچ    |
| اندیشهٔ محالم و سودای باطلم            |  | معنی تراز صورت و صورت نگار هیچ      |
| در وادی فریبم و لب تشنهٔ سراب          |  | در خانهٔ دروغم و چشم انتظار هیچ      |
| آزادهٔ اسیرم و گریان خنده‌روی           |  | گریان ز چشم خنده بر این روزگار هیچ  |
| بدنامی حیاتم و بر صفحهٔ زمان           |  | با خون خود نگاشته‌ام یادگار هیچ      |
| صلح آزمای جنگم و پیکارجوی صلح         |  | بی هم نبرد هرگز و چابک‌سوار هیچ      |
| تیر هلاک یافته‌ام از شغاد کید          |  | خطّ امان گرفته از اسفندیار هیچ       |
| بر دوش خویش کشتهٔ خود را کشیده‌ام       |  | تا ظلم گاه معدلت از کارزار هیچ      |
| محکوم بی گناهم و معصوم بی‌پناه         |  | مظلوم بی تظلّم و مصلوب دار هیچ       |
| دردم ازین که تافته‌ام از امید سرد      |  | داغم ازین که سوخته‌ام در شرار هیچ    |
| کس خواستار هرگز، هرگز شنیده‌اید؟       |  | یا هیچ دیده‌اید کسی دوستار هیچ       |
| آن هیچ‌کس که هرگز نشنیده‌ای منم         |  | هم دوستار هرگز و هم خواستار هیچ     |